# Iiwikleidervogel
Der Iiwikleidervogel (lateinisch Drepanis coccinea, Syn.: Vestiaria coccinea), auch Iiwi (hawaiisch ʻiʻiwi) genannt, ist ein Singvogel aus der Tribus der Kleidervögel (Drepanidini). Bei der auf den hawaiischen Inseln endemischen Art handelt es sich um den letzten überlebenden Vertreter der Gattung der Mamos. Der kleine, aber auffällig gefärbte und lautstarke Iiwikleidervogel war ein fester Bestandteil der Mythologie Hawaiis, sein Fortbestand ist jedoch heute durch verschiedene Faktoren bedroht.

## Merkmale
Beim Iiwikleidervogel handelt es sich um einen mittelgroßen Vertreter der Kleidervögel, der ausgewachsen eine Größe von etwa 15 cm bei einem Gewicht zwischen 16 und 20 g erreicht. Die Männchen sind grundsätzlich etwas größer als ihre weiblichen Artgenossen, ein weitergehender Sexualdimorphismus, anhand dessen die Geschlechter unterschieden werden könnten, besteht hingegen nicht. Das Gefieder des Iiwikleidervogel zeigt an Körper und Kopf ein leuchtendes Zinnoberrot, Flügel und Schwanz sind hingegen glänzend schwarz gefärbt. Bei vielen Individuen wirkt der Kopf allgemein heller als der Rest des Körpers. Bedingt wird dies dadurch, dass die Mauser am Bauch beginnt und am Kopf endet, was dazu führt, dass dort gelegentlich noch ältere, stumpfer wirkende Federn aus dem Vorjahr einen Kontrast zu den übrigen, stärker glänzenden Federn bilden. An den inneren Sekundärfedern der Flügel findet sich ein weißer Fleck, der mit dem Schwarz der umgebenden Federn stark kontrastiert. Rund um die Augen findet sich ein, nur aus der Nähe sichtbarer, gelblicher oder blass oranger Augenring. Die Iris des Auges zeigt verschiedene Brauntöne. Neben dem Gefieder stellt der 25 bis 28 mm lange, sichelförmig nach unten gebogene und pfirsich- bis lachsfarbene Schnabel das auffälligste Merkmal der Art dar. Die Beine sitzen recht weit hinten am Körper und wirken eher schlank, ihre Färbung entspricht in etwa der des Schnabels.

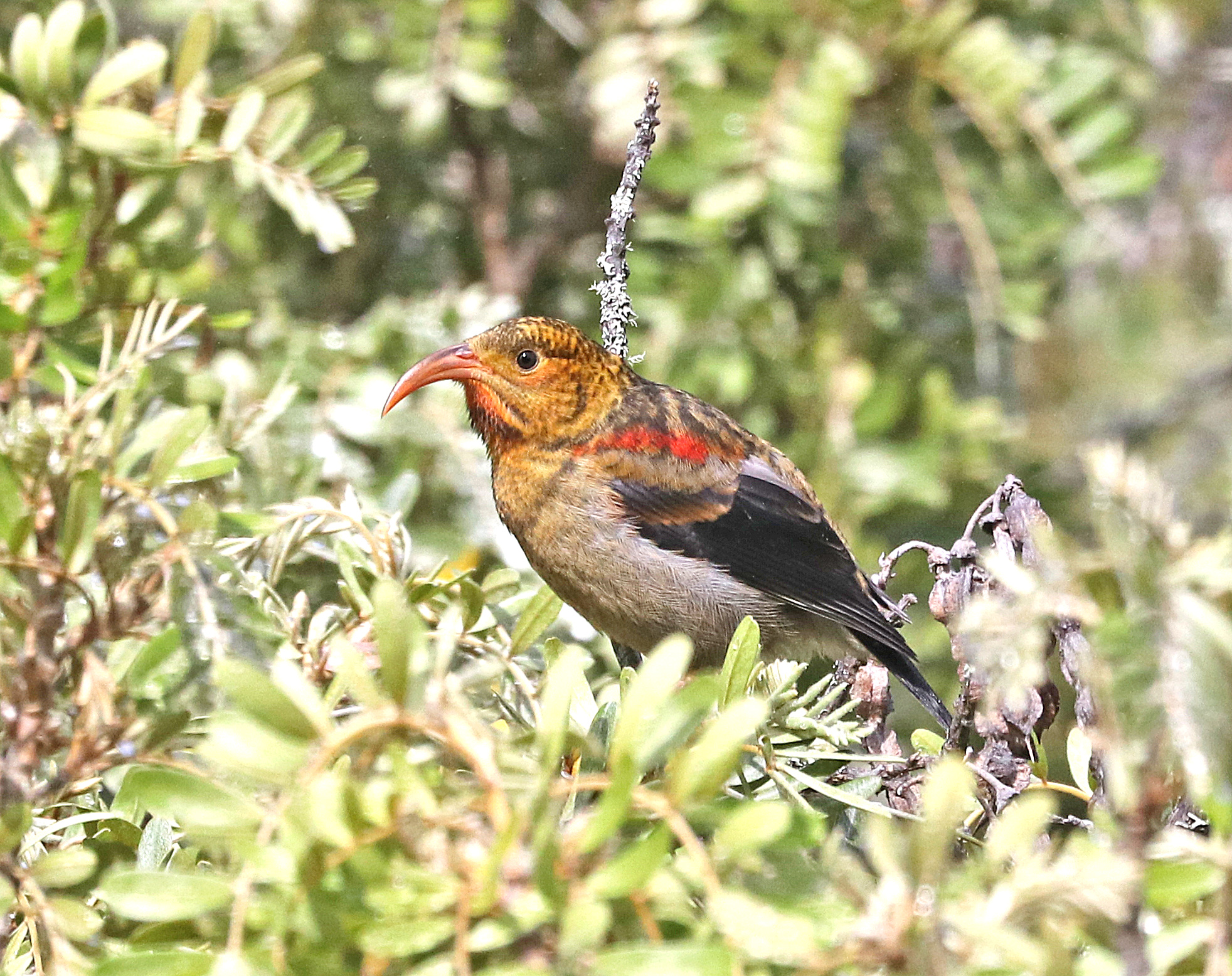
Jungvogel im Haleakalā-Nationalpark

Juvenile Vögel besitzen bis zur ersten vollständigen Mauser eine völlig andere Farbgebung als die erwachsenen Vertreter der Art. Die Konturfedern an Kopf und Schultern sind grünlich gelb bis senfgelb gefärbt und mit schwarzen Streifen und Flecken durchzogen. Das Kinn ist orange. Die Flügel zeigen glänzende Schwarz- bis Grautöne, während an der Brust gelbliche Farben dominieren, die zum Bauch hin von Grau- und Brauntönen abgelöst werden. Der Schnabel ist zunächst noch eher unauffällig braun und nimmt erst mit der Zeit die charakteristische leuchtende Färbung der adulten Vögel an.
Verwechslungen mit dem oberflächlich ähnlichen und ebenfalls auf Hawaii beheimateten Apapane (Himatione sanguinea) können vorkommen, neben weniger offensichtlichen Unterschieden bei den Rottönen des Gefieders können jedoch vor allem der deutlich kürzere und weniger gebogenen Schnabel des Apapane und beim Iiwikleidervogel fehlende weiße Konturfedern an der Unterseite als trennende Merkmale herangezogen werden. Eine Studie aus dem Jahr 2014 konnte belegen, dass zwischen den beiden Arten eine Hybridisierung stattfindet.

## Verhalten
Außerhalb der Brutzeit verbringen Iiwikleidervögel den Großteil des Jahres allein, können gelegentlich jedoch auch in kleinen Schwärmen von bis zu neun Vögeln der eigenen Art oder auch gemeinsam mit anderen Arten in gemischten Schwärmen angetroffen werden. Ein ausgeprägtes Territorialverhalten zeigt die Art nicht, lediglich brütende Vögel verteidigen die Umgebung des Nests gegen sich nähernde Artgenossen. Ergiebige Nahrungsquellen werden jedoch sowohl gegen andere Iiwikleidervögel als auch gegen andere Vögel verteidigt. Wurden Iiwikleidervögel bei der Futtersuche ursprünglich von verschiedenen Honigfressern und größeren Mamos dominiert, stehen sie heute auf Grund des Aussterbens diverser hawaiischer Arten an fast allen Orten an der Spitze der heimischen nektarfressenden Arten. Lediglich dem eingeschleppten Japanbrillenvogel (Zosterops japonicus) sowie auf Maui dem Schopfkleidervogel (Palmeria dolei) müssen sie sich weiterhin unterordnen. Die Art gilt als Standvogel, legt bei der Nahrungssuche jedoch teils große Strecken zurück, ob auch Wanderungen zwischen den einzelnen Inseln des Archipels unternommen werden, ist hingegen nicht abschließend geklärt.

### Ernährung

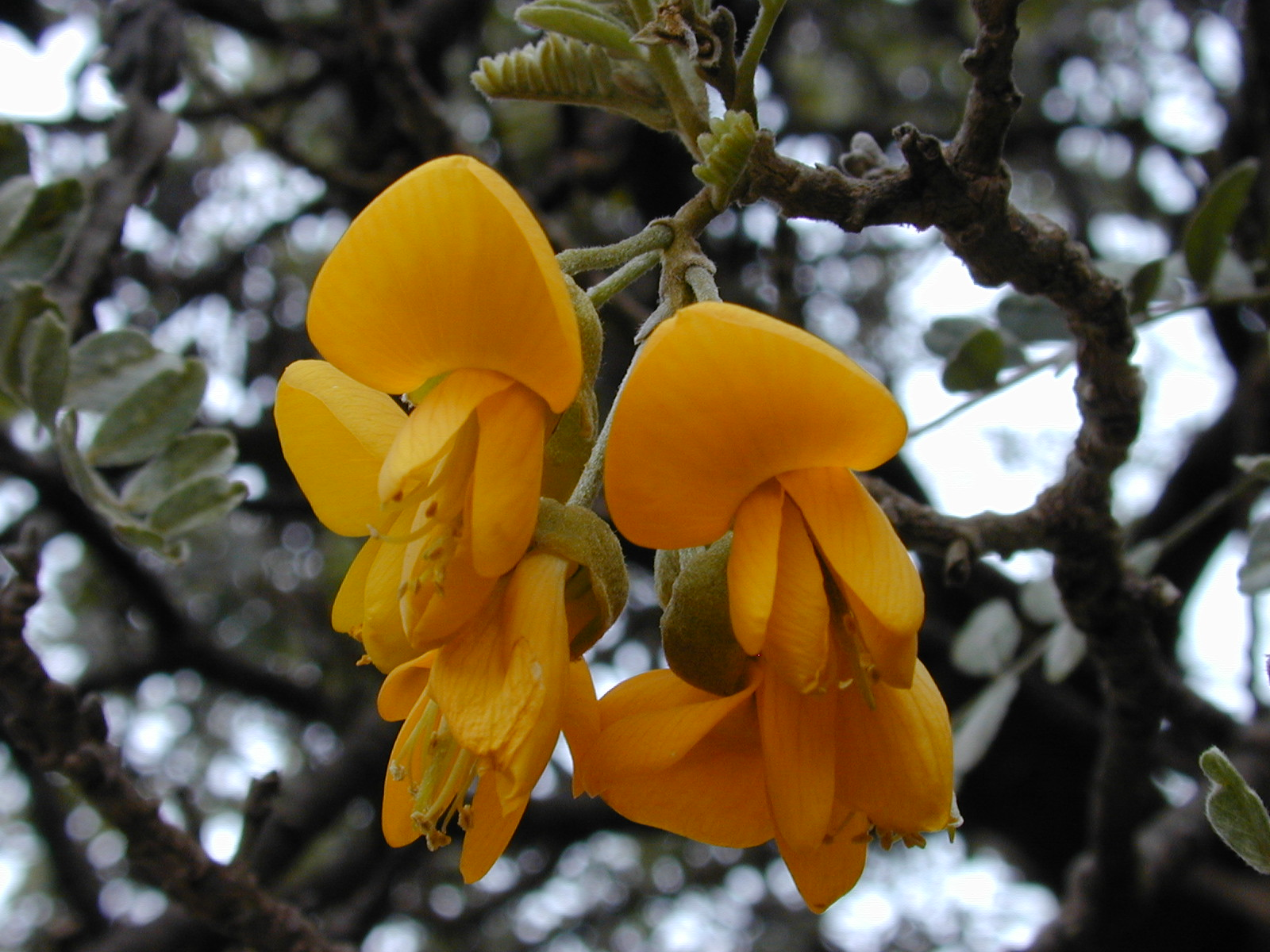
Die Blüten von Sophora chrysophylla gehören zu den bevorzugten Nektarquellen des Iiwikleidervogels

Iiwikleidervögel ernähren sich überwiegend vom Nektar der Blüten diverser hawaiischer Pflanzenarten, wobei bevorzugt der zu den Eisenhölzern gehörende Ohiabaum sowie die zu den Hülsenfrüchtlern zählende Art Sophora chrysophylla aufgesucht werden. Bei der Aufnahme des Nektars hängen sich die Vögel direkt unterhalb des Blütenstands kopfüber an den blütentragenden Zweig, so dass der lange, gebogene Schnabel nach oben zeigt und mit einer schnellen Bewegung in das Kronblatt der Blüte eingeführt werden kann. Innerhalb von wenigen Minuten können so Dutzende von Blüten angeflogen werden. Ergänzt wird der Speiseplan durch kleine Wirbellose wie Schmetterlinge, Motten, Grashüpfer und Spinnen. Bei der Fütterung der Jungen spielen insbesondere Spannerraupen eine größere Rolle. Der Flüssigkeitsbedarf wird zum größten Teil durch die Aufnahme des Nektars gedeckt, gelegentlich trinken die Vögel jedoch auch kleinere Mengen Wasser, die sich an Blättern oder Blumen gesammelt haben. Die Nahrungssuche findet ausschließlich während des Tages statt, wobei die Vögel in den ersten zwei Stunden nach Sonnenaufgang sowie den letzten beiden Stunden vor Sonnenuntergang am aktivsten sind. In Gefangenschaft nehmen Iiwikleidervögel neben künstlichem Nektar auch Obst an. Ergänzt wird die Nahrung in diesen Fällen meist durch zusätzliche Proteingaben.

### Fortpflanzung
Während jeder Brutsaison bilden Iiwikleidervögel monogame Paare, die sich jedoch nach dem Flüggewerden des Nachwuchses wieder trennen. Während der Balz verfolgt das Männchen das von ihm ausgewählte Weibchen im Flug und versucht anschließend, die potenzielle Partnerin durch laute Gesänge für sich zu gewinnen. Hierbei hüpft das Männchen von Ast zu Ast, flattert mit den Flügeln und wippt langsam vor und zurück, unterbrochen werden diese Darbietungen immer wieder von kurzen Flugeinlagen. Haben sich Paare gefunden, wird die Bindung durch regelmäßige Fütterung des Partners gefestigt. Das Weibchen zeigt seine Kopulationsbereitschaft durch eine kriechende Haltung und ein Zittern der abgesenkten Flügel an. Kommt es zum Nestbau, findet dieser bevorzugt in der Krone eines Ohiabaums in etwa sieben Metern Höhe statt. Beide Partner beteiligen sich an der Konstruktion des Nests, wobei der Hauptteil der Arbeit vom Weibchen verrichtet wird. Das runde, knapp 10 cm durchmessende Nest besteht aus Ohiabaum-Zweigen und Moosen, in der Mitte befindet sich eine circa 3,5 cm tiefe Vertiefung, in die letztlich die Eier abgelegt werden. Sie wird mit Flechten sowie Blättern und Rinde ausgekleidet. Etwa einen bis fünf Tage nach Fertigstellung des Nests beginnt das Weibchen mit der Eiablage, wobei pro Tag in den frühen Morgenstunden jeweils nur ein Ei abgelegt wird. Die Gelegegröße ist eher klein und liegt zwischen einem und drei Eiern, wobei zwei Eier am häufigsten vorkommen. Diese sind im Schnitt etwa 20 mm lang und etwa 15,5 mm breit. Sie sind überwiegend weiß gefärbt, vor allem am breiteren Ende können sich schokoladenbraune Flecken in variabler Ausprägung zeigen. Bebrütet werden die Eier lediglich in der Nacht und bei starken Regenfällen und zwar ausschließlich durch das Weibchen. Der männliche Altvogel nähert sich dem Nest erst wieder nach dem Schlüpfen der Jungen, ruft jedoch das Weibchen aus der Ferne regelmäßig zur Futterübergabe. Die Inkubationszeit liegt bei etwa 14 Tagen, unmittelbar nach dem Schlüpfen sind die Jungvögel noch nackt und völlig hilflos. Ihre Schnäbel sind zunächst noch kurz und gerade, erst mit der Zeit nehmen sie die gestreckte und gebogene Form an. Nach circa fünf Tagen öffnen sich die Augen, die ersten Konturfedern sind nach einer Woche zu sehen. Nach knapp zwei Wochen reagieren die Nestlinge auf Störungen mit einer schnellen Flucht aus dem Nest, kehren jedoch noch einige Tage lang zurück, sobald die Gefahr vorüber ist. Endgültig flügge werden sie nach 21 bis 22 Tagen, folgen jedoch einem der Elternteile noch über einen Zeitraum von etwa vier Monaten und betteln weiterhin um Nahrung, bevor sie schließlich allein für sich sorgen können. Bereits nach einem Jahr werden Iiwikleidervögel geschlechtsreif und beginnen selbst Nachwuchs zu zeugen.

### Lautäußerungen
Der am häufigsten gehörte Gesang des Iiwikleidervogels wird als „misstönend“ und „vergleichbar mit einem rostigen Scharnier“ beschrieben. Der zum Ende hin ansteigende Gesang klingt in etwa wie ii-wi oder ee-vee, was der Art auch ihren Trivialnamen eingebracht hat. Des Weiteren existieren Kontakt- und Alarmrufe, die wie ta-weet, eek oder coo-eek klingen sollen. Iiwikleidervögel sind außerdem dafür bekannt, die Gesänge anderer Arten zu imitieren. Beide Geschlechter singen das ganze Jahr über, sind jedoch besonders häufig zu Beginn der Brutzeit von Oktober bis Dezember zu hören. Die Gesänge werden nur in den Stunden zwischen Sonnenauf- und Sonnenuntergang, mit Schwerpunkten am frühen Morgen und späten Nachmittag, vorgetragen. Ein charakteristisches Merkmal des Iiwikleidervogels ist das surrende Geräusch, das seine Schwungfedern im Flug verursachen und das noch in einer Entfernung von 50 bis 100 m wahrgenommen werden kann.

## Verbreitung und Gefährdung

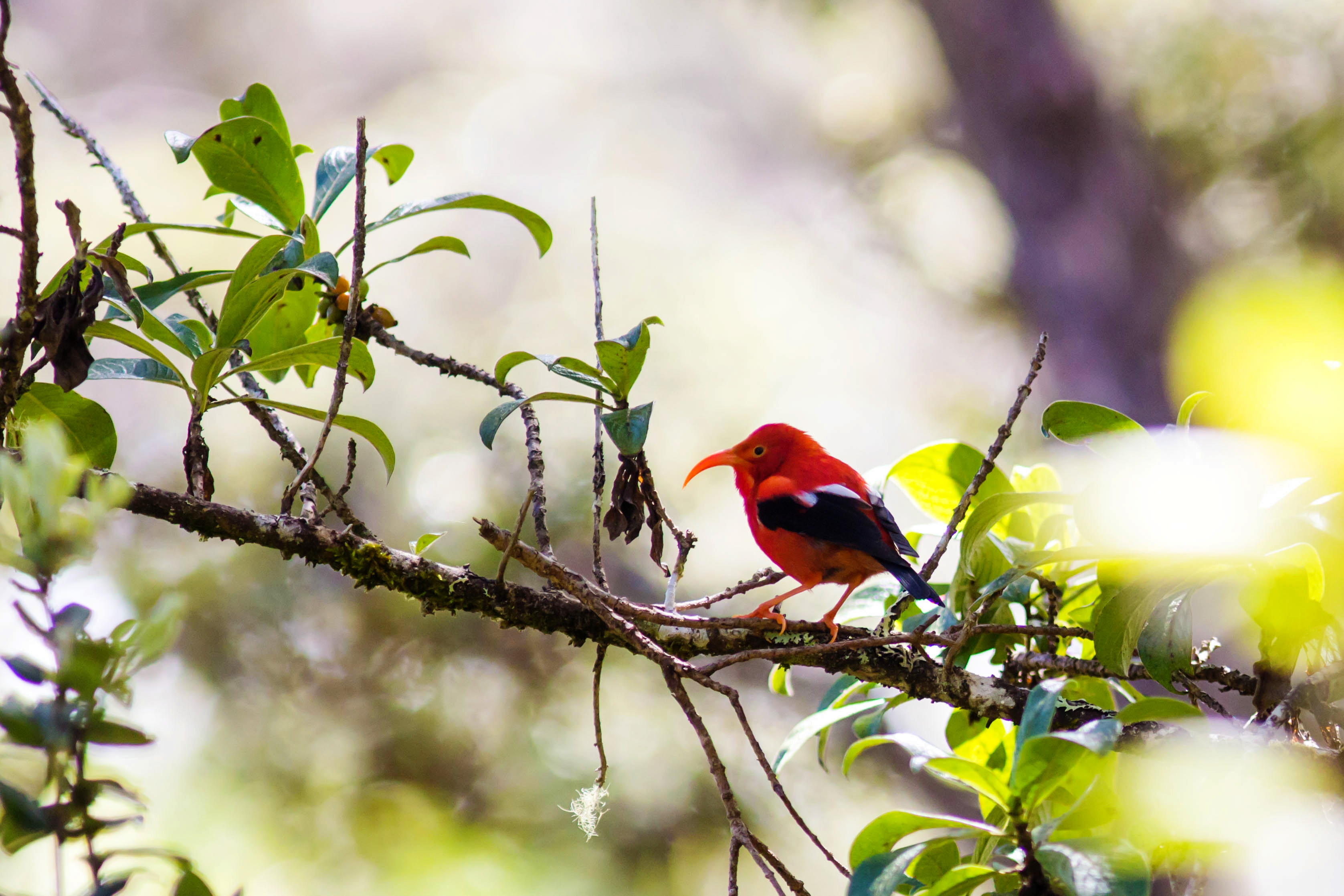
Ein Iiwikleidervogel in der Hakalau Forest National Wildlife Refuge. Die dortige Population gilt als eine der letzten mit stabiler, nicht abnehmender Bestandsentwicklung.

Der Iiwikleidervogel ist ein endemischer Bewohner des hawaiischen Archipels, wo er heute noch auf den Inseln Hawaii, Maui und Kauaʻi in größerer Dichte und Verbreitung vorkommt. Auf Oʻahu existieren noch Restbestände in den Bergen der Waiʻanae- und Koʻolau-Ranges, während von Molokaʻi seit den 1980er-Jahren nur noch vereinzelte Sichtungen gemeldet werden. Auf Lānaʻi wurde die Art zuletzt 1929 sicher nachgewiesen und gilt dort dementsprechend als ausgestorben. Historisch galt der Iiwikleidervogel als einer der häufigsten Waldvögel Hawaiis und konnte auf allen Inseln mit ausreichenden Waldbeständen bis in das Tiefland und auch in den Küstenregionen angetroffen werden. Bis auf wenige Ausnahmen ist die Art heute jedoch aus allen Gebieten unterhalb von 1000 m Höhe über dem Meer verschwunden, nur in feuchteren Waldgebieten ab etwa 1500 m kommen die Vögel noch in nennenswerter Populationsdichte vor. Grund dafür ist neben der fortgeschrittenen Entwaldung der tiefergelegenen Regionen der Inseln vor allem die Ausbreitung der Vogelmalaria und der Vogelpocken, die von eingeschleppten Stechmücken verbreitet werden, die jedoch in höhergelegenen Arealen selten bis gar nicht vorkommen. Insbesondere für die Vogelmalaria ist der Iiwikleidervogel äußerst anfällig, von mit dem Erreger Plasmodium relictum infizierten Mücken gebissene Vögel zeigen eine Mortalitätsrate von mehr als 90 %. Zu den natürlichen Fressfeinden des Iiwikleidervogels gehören Sumpfohreulen (Asio flammeus) und Hawaiibussarde (Buteo solitarius), des Weiteren stellen verwilderte Hauskatzen den Vögeln regelmäßig nach. Außerdem konkurrieren ursprünglich zur Schädlingsbekämpfung nach Hawaii eingeführte Japanbrillenvögel mit dem heimischen Iiwikleidervogel um Nahrung, was sich ebenfalls negativ auf die Bestände der Art auswirkt. Gelege und Jungvögel fallen regelmäßig eingeschleppten Räubern wie Hausratten, Pazifischen Ratten, Wanderratten oder Kleinen Mungos zum Opfer. Die IUCN stuft die Art mit Stand 2016 als „gefährdet“ (Status vulnerable) ein. Aktuellste Daten zur Bestandsentwicklung stammen aus den frühen 1990er-Jahren, wo die Organisation noch von etwa 350.000 adulten Exemplaren auf den Inseln ausging. Seitdem wird jedoch von einer anhaltend negativen Bestandsentwicklung ausgegangen, lediglich zwei Populationen – an der Luvseite Mauis und in der Hakalau Forest National Wildlife Refuge auf Hawaii – scheinen in ihrem Bestand weitestgehend stabil zu sein.

## Systematik
Der deutsche Naturforscher Georg Forster beschrieb die Art erstmals im Jahr 1780 unter dem wissenschaftlichen Namen Certhia coccinea und stellte sie damit zunächst zu den Eigentlichen Baumläufern. Für seine Erstbeschreibung lagen ihm mehrere Exemplare vor, die einige Jahre zuvor auf James Cooks letzter großer Entdeckungsreise gesammelt worden waren. Die Art gilt heute als monotypisch, eine durch den amerikanischen Zoologen Outram Bangs im Jahr 1911 postulierte Unterart D. c. suavis von der Insel Molokaʻi fand keine Anerkennung. Geografische Variationen fehlen ebenfalls, was auf einen gewissen Genaustausch der Populationen einzelner Inseln des Archipels hindeutet. Der Iiwikleidervogel ist der letzte rezente Vertreter seiner Gattung, als engste noch lebende Verwandte der Art gelten der Schopfkleidervogel und der Apapane.

## Iiwikleidervogel und Mensch

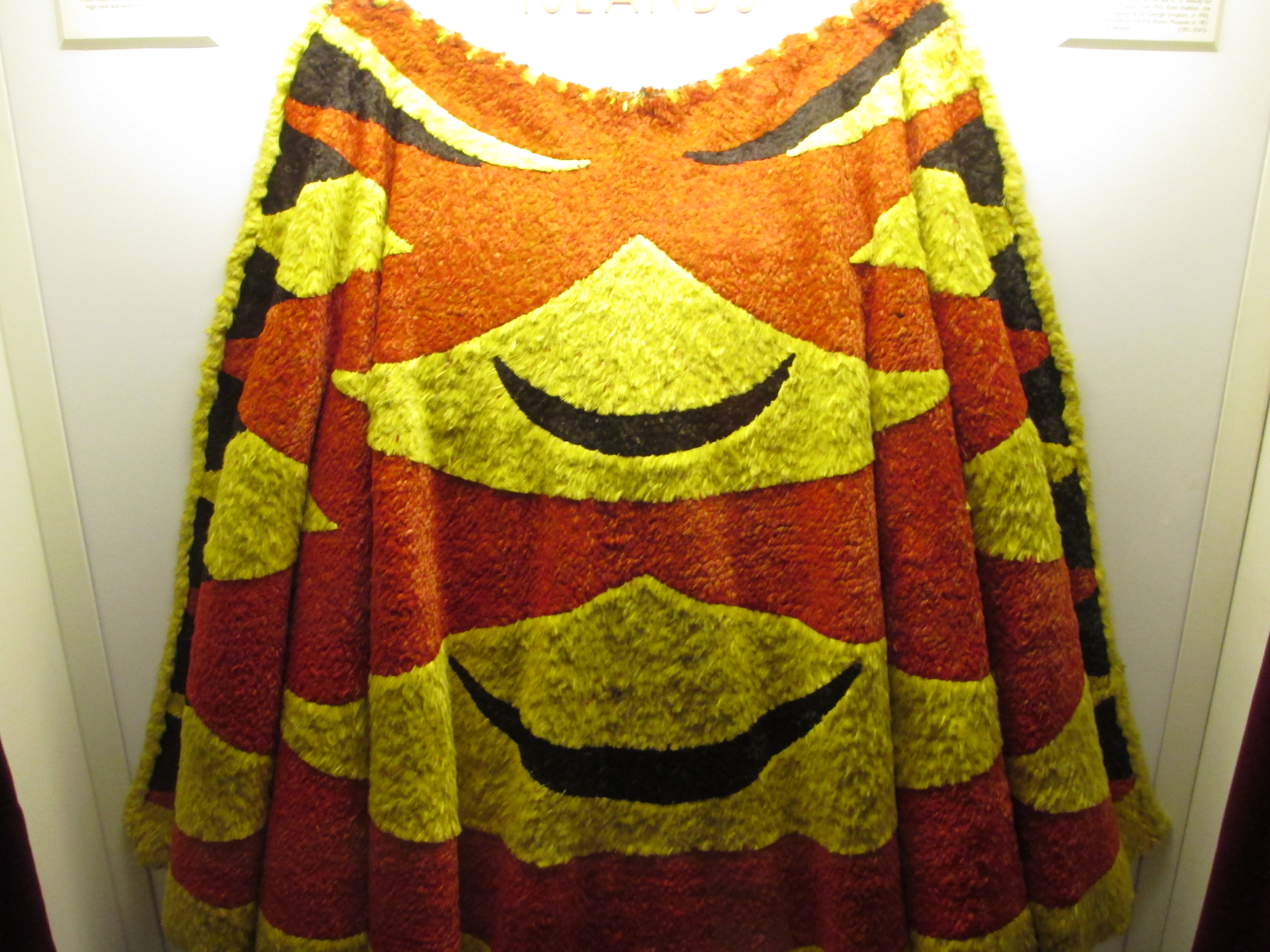
Federmantel (ʻAhu ʻula) der Prinzessin Kekāuluohi, hergestellt aus Pflanzenfasern (Touchardia latifolia), bespannt mit Federn von Iiwikleidervogel und Prachtmoho

Der Iiwikleidervogel besaß auf Grund seiner auffälligen Erscheinung und seines unverwechselbaren Gesangs einen festen Platz in der Religion der hawaiischen Ureinwohner. So soll er seine rote Färbung durch den Halbgott Māui erhalten haben, der den alten Hawaiianern laut einer Sage erstmals die Schönheit der Vögel – die sie selbst bislang nur hören, aber nicht sehen konnten – gezeigt haben soll. Die Federn des Iiwikleidervogels galten in der hawaiischen Kultur als wertvoll, ihre rote Farbe symbolisierte eine Form von Heiligkeit. James Cook berichtet in seinem Entdeckunsgbericht davon, dass die Hawaiianer ihm und seiner Mannschaft große Mengen dieser Federn als Handelsware angeboten haben sollen. Des Weiteren stellten die Ureinwohner der Inseln aus den Iiwikleidervogel-Federn und denen anderer Kleidervögel kunstvolle Kleidungsstücke, wie Umhänge, Helme und Mäntel her. Einige dieser Stücke bestanden aus mehreren hunderttausend einzelner Federn. Des Weiteren fanden die Federn Anwendung bei der Herstellung religiöser Kunstwerke, wie etwa Darstellungen hawaiischer Götter.